# Lisbeth Staaf-Igelström
Lisbeth Monica Staaf-Igelström, född Sohl 23 februari 1943 i Skoghalls kyrkobokföringsdistrikt i Värmlands län, är en svensk politiker (socialdemokrat), som var ombudsman och  riksdagsledamot 1989–2002 för Värmlands läns valkrets.
I riksdagen var hon ledamot i konstitutionsutskottet 1991–1994 och ledamot i skatteutskottet 1994–2002 (dessförinnan suppleant sedan 1988). Hon var även suppleant i bostadsutskottet, näringsutskottet, socialförsäkringsutskottet och Riksbanksfullmäktige.